# Викторија од Хесена и Рајне
Викторија од Хесена и Рајне или Викторија Маунтбатен, маркиза од Милфорд Хевена (5. април 1863 – 24. септембар 1950) је била ћерка Лудвига IV и Алисе од Велике Британије, ћерке краљице Викторије Хановерске.
Мајка јој је умрла док су брат и сестре били још мали, што ју је поставило у рану позицију одговорности над својом браћом и сестрама. Због неодобравања свог оца, удала се за његовог првог рођака принца Лудвига од Батенберга, официра у Краљевској морнарици Уједињеног Краљевства, и провела је већи део свог брачног живота у разним деловима Европе на морнаричким положајима свог супруга и посећујући многе краљевске односе. Породица ју је доживљавала као либералну, непосредну, практичну и бистру.
Током Првог светског рата, она и њен супруг напустили су своје немачке титуле и прихватили британско звучно презиме Маунтбатен, што је једноставно био превод немачког „Батенберг“ на енглески језик. Две њене сестре - Елизабет и Аликс, које су се венчале у руску царску породицу - убили су комунистички револуционари.
Била је бака по мајци принца Филипа, војводе од Единбурга, и ташта шведског краља Густафа VI Адолфа.

## Рани живот
Викторија је рођена на Ускрс у недељу у дворцу Виндзор у присуству баке по мајци, краљице Викторије. Крштена је у лутеранској вери у Зеленој сали у замку Виндзор, у наручју краљице 27. априла. Кумови су јој били краљица Викторија, принцеза Мери Аделаида од Кембриџа, Лудвиг III, велики војвода од Хесена (представљали су га принц Александар од Хесена и Рајна), принц од Велса и принц Хaјнрих од Хесена и од Рајне.
Њен рани живот провео је у Бесунгену, предграђу Дармштата, све док се породица није преселила у Нову палату у Дармштату када су јој биле три године. Тамо је делила собу са млађом сестром Елизабетом до пунолетства. Била је приватно образована по високом стандарду и током свог живота била је страствени читатељ.
Током пруске инвазије на Хесен у јуну 1866. године, Викторија и Елизабета су послане у Британију да живе са баком све док непријатељства нису окончана апсорпцијом Хесена-Касела и делова Хесен-Дармштата у Пруску. Током француско-пруског рата 1870. године, у дворишту палате у Дармштату основане су војне болнице, а она је помагала у народним кухињама са мајком. Сетила се јаке зимске хладноће и вруће супе која ју је опекла по руци. Године 1872, Викторијином осамнаестомесечном брату Фридриху дијагностикована је хемофилија. Дијагноза је била шок за европске краљевске породице; прошло је двадесет година откако је краљица Викторија родила сина са том болешћу, принца Леополда, војводу од Олбанија, и то је био први показатељ да је поремећај крварења у краљевској породици наследан. Следеће године Фридрих је пао с прозора на камене степенице и умро. Била је то прва од многих трагедија која је задесила породицу Хесена.
Почетком новембра 1878. године, Викторија је оболела од дифтерије. Елизабет је брзо пресељена из њихове собе и била је једини члан породице који је избегао болест. Данима је Викторијина мајка, принцеза Алиса, неговала болесне, али није успела да спаси своју најмлађу ћерку, Викторијину сестру Мари, која је умрла средином новембра. Баш кад се чинило да се остатак породице опоравио, принцеза Алиса се разболела. Умрла је 14. децембра, на годишњицу смрти њеног оца, принца Алберта. Као најстарије дете, Викторија је делимично преузела улогу мајке млађе деце и пратиоца оца. Касније је написала: „Смрт моје мајке била је ненадокнадив губитак ... Моје детињство се завршило њеном смрћу, јер сам постала најстарија и најодговорнија“.

## Брак и породица
На породичним окупљањима, Викторија је често сретала принца Лудвига Александра од Батенберга, који је био њен први рођак који је једном уклоњен и члан морганатског огранка Хесенске краљевске породице. Принц Лудвиг је усвојио британско држављанство и служио је као официр у Краљевској морнарици. Зими 1882. године поново су се срели у Дармштату и верили се следећег лета.
После кратког одлагања због смрти стрица по мајци принца Леополда, војводе од Олбанија, Викторија се удала за принца Лудвига 30. априла 1884. године у Дармштату. Њен отац није одобрио брак; по његовом мишљењу принц Лудвиг - његов први рођак - имао је мало новца и лишио би га друштва своје ћерке, јер би пар природно живео у Британији у иностранству. Међутим, Викторија је била независног ума и мало је примећивала незадовољство свог оца. Изузетно је, исте вечери, Викторијин отац потајно се оженио љубавницом, грофицом Александром фон Хутен-Чапском, бившом супругом Александра фон Колеминеја, руског отправника послова у Дармштату. Његов брак са распуштеницом која није била подједнаког ранга шокирао је окупљене краљевске чланове Европе и дипломатским и породичним притиском Викторијин отац био је приморан да тражи поништење и развод сопственог брака.
Викторија је имала четворо деце са Лудвигом:
| Име                                          | Рођење           | Смрт             | Брак                                                                   |
| -------------------------------------------- | ---------------- | ---------------- | ---------------------------------------------------------------------- |
| Алиса од Батенберга                          | 25. фебруар 1885 | 5. децембар 1969 | Брак 1903. са Андреј од Грчке и Данске Петоро деце                     |
| Луиза Маунтбатен                             | 13. јул 1889     | 2. март 1965     | Брак 1923. са Густаф VI Адолф Шведски (други брак) Мртворођена ћерка   |
| Џорџ Маунтбатен, 2. маркиз од Милфорд Хевена | 6. новембар 1892 | 8. април 1938    | Брак 1916. са Надежда Маунтбатен, маркиза од Милфорд Хевена Два детета |
| Луј Маунтбатен, 1. гроф Маунбатен од Бурме   | 25. јун 1900     | 27. август 1979  | Брак 1922. са Едвина Маунтбатен, грофица од Бурме Два детета           |

Живели су у местима: Чичестер, Валтону на Темзи, Зехајм-Југенхајм. Када је принц Лудвиг служио у служби медитеранске флоте, провела је неколико зима на Малти. Године 1887. заразила се трбушним тифусом, али након што ју је супруг неговао због болести, до јуна се довољно опоравила да присуствује прослави Златног јубилеја краљице Викторије у Лондону. Занимала ју је наука и цртала је детаљну геолошку карту Малте, а такође је учествовала у археолошким ископавањима како на острву, тако и у Немачкој. У свезаним кожама свезала је детаљно евиденцију о књигама које је прочитала, а које откривају широк спектар интереса, укључујући социјалистичку филозофију.
Лично је подучавала сопствену децу и излагала их новим идејама и изумима. Држала је лекције свом млађем сину Лују до његове десете године. За њу је 1968. рекао да је била „ходајућа енциклопедија. Читавог свог живота сакупљала је знање о свим врстама предмета и имала је сјајан дар да може све то учинити занимљивим кад ме је томе предавала. била је потпуно методична; за сваки предмет смо имали распореде, а ја сам морао да припремим и тако даље. Научила ме је да уживам у напорном раду и да будем темељит. Била је отворена и отвореног ума до степена прилично необичног у чланови краљевске породице. А такође је била потпуно ослобођена предрасуда о политици и сличним стварима “.
Године 1906. године летела је цепелином, а још одважније је касније летела двокрилцем, иако „није био створен за превоз путника, а ми смо сигурно седели на малој столици која се држала за летак летача“. Све до 1914. године, Викторија је редовно посећивала своју родбину у иностранству, како у Немачкој, тако и у Русији, укључујући своје две сестре које су се удале за руску царску породицу: Елизабету, која се удала за великог војводу Сергеја Александровича, и Аликс, која се удала за цара Николаја II. Викторија је била једнa од царичиних рођака која је покушала да је наговори да се склони од утицаја Распућина. По избијању рата између Немачке и Британије 1914. године, Викторија и њена ћерка Луизa боравиле су у Русији у Јекатеринбургу. Возом и паробродом путовали су до Санкт Петербурга, а одатле преко Торниа до Стокхолма. Испловили су из Бергена у Норвешкој, „последњим бродом“ назад у Британију.

## Касније године
Принц Лудвиг био је приморан да се повуче из морнарице на почетку рата када је његово немачко порекло постало срамота, а пар се повукао током ратних година у Кент Хаусу на острву Вајт, који је Викторији дала њена тетка принцеза Луиза, војвоткиња од Аргајла. Викторија је за принудну оставку свог супруга кривила Владу „коју мало ко изузетно поштује или јој верује“. Није поверовала првом лорду Адмиралитета Винстону Черчилу, јер га је сматрала непоузданим - једном је позајмио књигу и није је вратио. Непрекидно јавно непријатељство према Немачкој довело је до тога да се краљ Џорџ V од Уједињеног Краљевства одрекао својих немачких титула, а истовремено су се 14. јула 1917. године принц Лудвиг и Викторија одрекли својих, претпостављајући енглеску верзију Батенберга - Маунтбатен - као свог презимена. Четири месеца касније краљ је Лудвига поново оплеменио као маркиза од Милфорд Хавена. Током рата, две сестре Викторије, Аликс и Елизабет убијене су у руској револуцији, а њен брат Ернест Луј, велики војвода од Хесена, свргнут је. Током своје последње посете Русији 1914. године, Викторија је прошла поред саме куће у Јекатеринбургу где ће Аликс била убијена. У јануару 1921. године, после дугог и замршеног путовања, њено тело је покопано у Јерусалиму у присуству Викторије. Аликсино тело никада није пронађено за време Викторије.
Викторијин муж умро је у Лондону у септембру 1921. Након сусрета с њом у Поморском и војном клубу у Пикадилију, пожалио се да се не осећа добро и Викторија га је наговорила да се одмори у соби коју су резервисали у клубу. Позвала је лекара, који је прописао неки лек, а Викторија је изашла да попуни рецепт код оближњег апотекара. Када се вратила, он је био мртав. Током свог удовства, Викторија се преселила у резиденцију за милост и услугу у палати Кенсингтон и, према речима њеног биографа, „постала је централна матријархална фигура у животу преживелих европских краљевских породица“. Године 1930. њена најстарија ћерка Алиса доживела је нервни слом и дијагностикована јој је шизофренија. У следећој деценији Викторија је била у великој мери одговорна за образовање и васпитање свог унука принца Филипа током раздвајања његових родитеља и институционализације његове мајке. Принц Филип се присетио: "Много ми се свидела моја бака и увек је била од помоћи. Била је врло добра са децом ... приступила им је практичним приступом. Понашала се према њима на прави начин - права комбинација рационалног и емоционалног. “
Године 1937. године, Викторијин брат, Ернест Луј, умро је, а убрзо потом њена удовица снаја, нећак, унука и двоје њених праунука погинули су у ваздушној несрећи у Остендеу. Викторијина унука, принцеза Сесилиа од Грчке и Данске, удала се за Викторијиног нећака, Џорџа Доната од Хесена. Сви су они и њихова два млада сина, Луј и Александар, убијени. Најмлађе Сесилино дете, Јохану, која није била у авиону, усвојили су њен стриц принц Луј од Хесена и Рајне, али је девојчица преживела своје родитеље и старију браћу тек осамнаест месеци, умирући 1939. године од менингитиса.
Убрзо је уследила даља трагедија када је Викторијин син Џорџ следеће године умро од рака костију. Њена унука, лејди Памела Хикс, сетила се бакиних суза. У Другом светском рату Викторија је бомбардована из Кенсингтонске палате и провела је неко време у замку Виндзор са краљем Џорџом VI. Њен преживели син (Лuj) и њена два унука (Давид Мaунтбатен и принц Филип) служили су у Краљевској морнарици, док су се њени немачки односи борили са противничким снагама. Већину времена проводила је читајући и бринући се о својој деци; њена ћерка Алиса остала је у окупираној Грчкој и није била у стању да комуницира са мајком четири године у јеку рата. Након савезничке победе, њен син Луј постао је гроф Маунтбатен од Бурме. Понуђено му је место вицекраља Индије, али она се дубоко противила његовом прихватању, знајући да ће тај положај бити опасан и тежак; ипак је прихватио.
Разболела се од бронхитиса (пушила је од шеснаесте године) у дому Лорда Маунтбатена у Хемпширу, у лето 1950. Рекавши „боље је умрети код куће“, Викторија се преселила назад у Кенсингтонску палату, где је умрла 24. септембра у 87. години. Сахрањена је четири дана касније у кругу цркве Свете Милдред, Випингам на острву Вајт.

## Наслеђе
Уз помоћ баронице Софи Бакоеведен, Викторија је написала необјављени мемоар из архива Маунтбатен на Универзитету у Саутемптону, који и даље остаје занимљив извор за краљевске историчаре. Избор писама краљице Викторије Викторији објављен је са коментаром Ричарда Хауга и уводом Викторијине унуке Патрише Маунтбатен.
Лорд Маунтбатен је се радо сећао: „Моја мајка је била врло брза, врло причљива, врло агресивна и свадљива. Својим чудесним мозгом изоштрила је памет људи.“ Њена унука је мислила „застрашујућом, али никад стварно застрашујућом ... изузетно искрена жена, пуна здравог разума и скромности. " Викторија је на крају свог живота написала свој типично отворени епитаф у писмима и разговору са својим сином:„ Оно што ће живети у историји је добро дело које су урадили појединац и то нема никакве везе са чином или титулом ... Никад нисам мислила да ћу бити позната само као твоја мајка. Сад си тако добро познат и нико не зна за мене, а ја то не желим. " 